# Stephen McNeil
Pour les articles homonymes, voir McNeil.
Stephen McNeil, né le 10 novembre 1964 à Annapolis Royal, est un homme politique canadien. Il est le 28e premier ministre de la Nouvelle-Écosse du 22 octobre 2013 au 23 février 2021. Il est le député de circonscription d'Annapolis à l'Assemblée législative de la Nouvelle-Écosse de 2003 à 2021 et le chef du Parti libéral de la Nouvelle-Écosse du 27 avril 2007 au 6 février 2021.

## Biographie

### Jeunesse et études
Stephen McNeil est issu d'une famille de dix-sept enfants. Sa mère, Theresea McNeil, est la première femme shérif au Canada et reçoit l'Ordre de la Nouvelle-Écosse. McNeil est étudiant au Collège communautaire de la Nouvelle-Écosse et est propriétaire d'une petite entreprise pendant 15 ans, de 1988 à 2003.

### Carrière politique

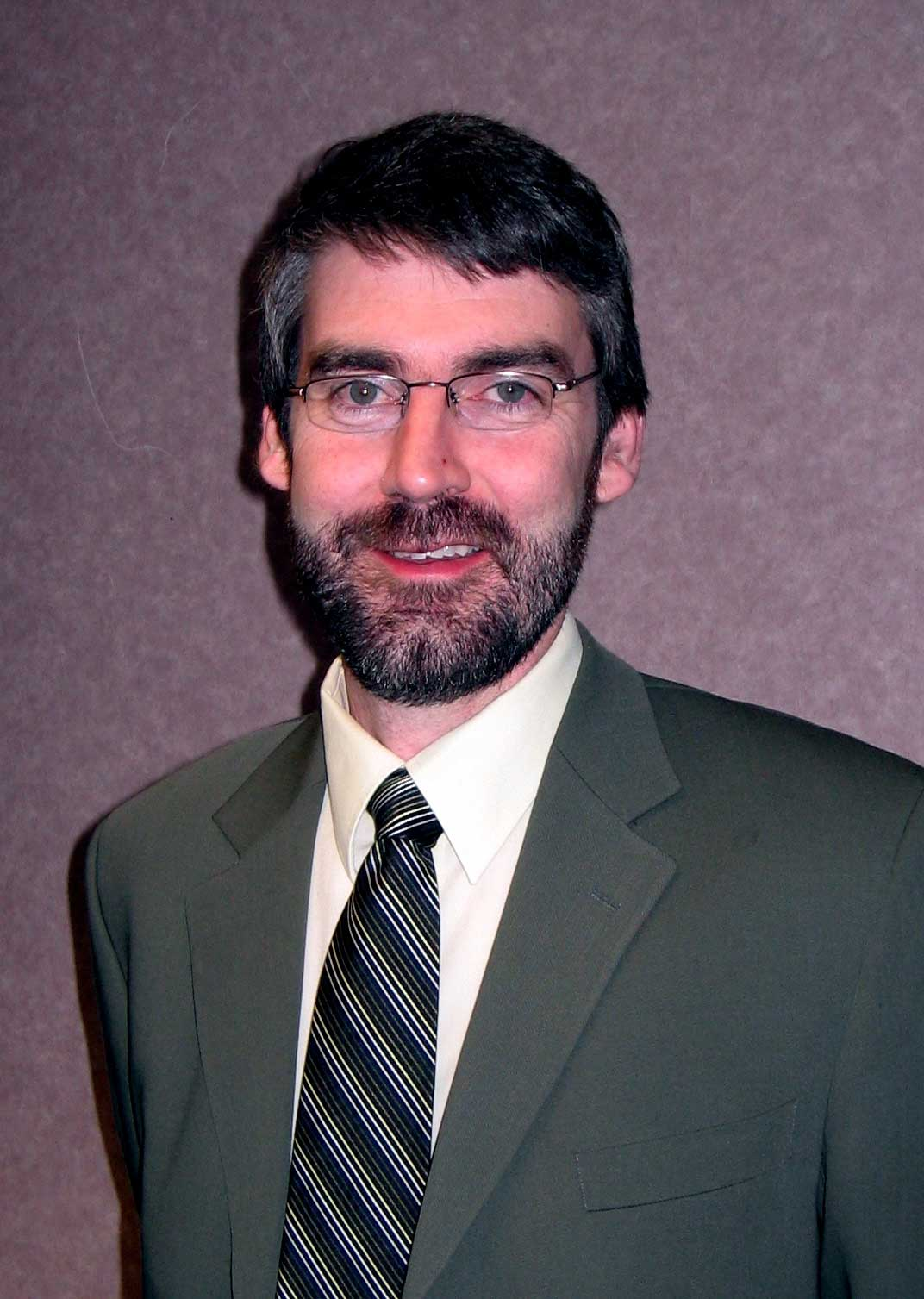
Stephen McNeil vers 2007.

Il se présente à l'élection de 1999 pour le Parti libéral de la Nouvelle-Écosse dans sa circonscription d'Annapolis, mais il est battu par le progressiste-conservateur Frank Chipman. Il se présente dans la même circonscription en 2003 et est élu à l'Assemblée législative de la Nouvelle-Écosse, battant Chipman.
Le 30 janvier 2007, il se présente à la chefferie de son parti. Il est appuyé par Leo Glavine, Harold Thériault, Wayne Gaudet, Robert Thibault, Rodger Cuzner, Jim Cowan, Don Downe et Jim Smith. Le 28 avril 2007, lors de l'élection à la direction de son parti, à Dartmouth, il est élu au second tour devant Diana Whalen.
À l'issue de l'élection de 2009, son parti devient l'opposition officielle, avec 11 sièges.
À l'élection de 2013, après 14 années dans l'opposition, son parti bat les candidats du gouvernement néo-démocrate sortant de Darrell Dexter et forme un gouvernement majoritaire. Il est nommé Premier ministre par le lieutenant-gouverneur de la Nouvelle-Écosse John James Grant le 22 octobre 2013, à Annapolis Royal. C'est la première fois depuis 1954 que la prestation de serment se tient à l'extérieur d'Halifax, la capitale provinciale.
À l'élection de 2017, les libéraux perdent sept sièges, mais obtiennent un deuxième mandat.
Le 6 août 2020, il annonce sa démission et son retrait de la vie politique. Son retrait prend effet, lors de l'entrée en fonction de son successeur, Iain Rankin, le 23 février 2021.